# Beaver Valley Traction Company

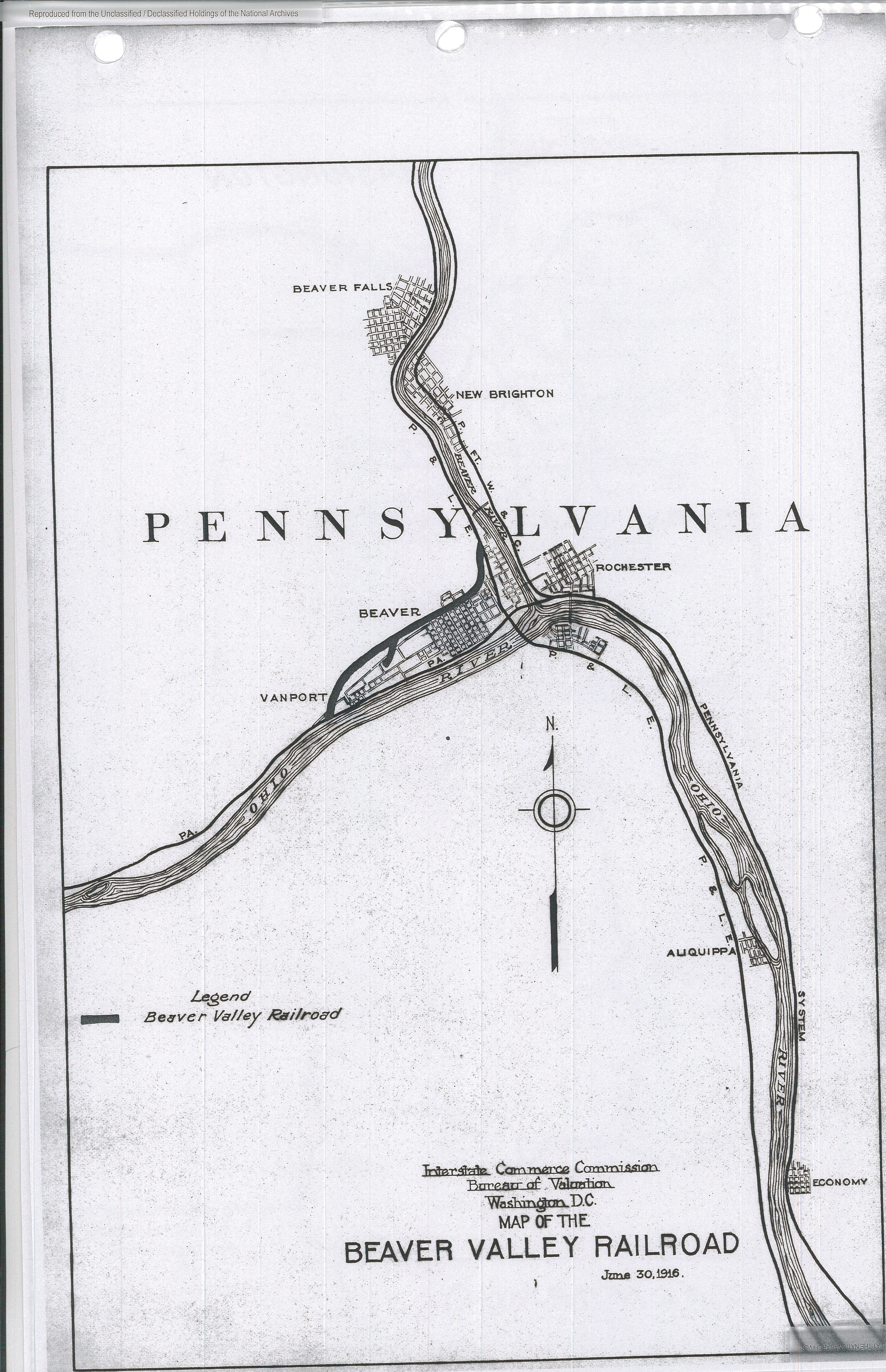
Karte des Streckennetzes, 1916

Die Beaver Valley Traction Company war ein Überlandstraßenbahnbetrieb im US-Bundesstaat Pennsylvania. Das insgesamt 56 Kilometer lange Netz verband die Orte Rochester, Beaver, Freedom, Ambridge, Leetsdale, New Brighton und Monaca.
Am 17. September 1884 wurde die Beaver Valley Street Railway Company gegründet, die am 4. Juli 1885 eine Pferdebahn von Beaver Falls nach New Brighton eröffnete. Die Beaver Valley Traction Company wurde am 29. Juni 1891 gegründet, kaufte die Pferdebahn und elektrifizierte sie. Am 5. Dezember 1891 wurde der elektrische Betrieb aufgenommen und die Strecke bis Beaver verlängert. Unterdessen wurde 1891 die People's Electric Street Railway gegründet, die am 13. August des Jahres eine elektrische Straßenbahn von Rochester nach Freedom eröffnete. Die Riverview Electric Street Railway baute eine Strecke vom Zentrum New Brightons nach Beaver Falls. Diese Strecke lag am östlichen Ufer des Beaver River, während die Beaver Valley Street Railway am westlichen Ufer verlief. Eine kurze Zweigstrecke nach Monaca wurde am 31. Juli 1893 durch die College and Grandview Electric Street Railway Company eröffnet. Alle diese Straßenbahngesellschaften fusionierten am 1. Oktober 1900 zur Beaver Valley Traction Company. Das Netz war in der in Pennsylvania weit verbreiteten Spurweite von 5 Fuß 2½ Zoll (1588 Millimetern) gebaut und wurde mit 550 Volt Gleichstrom betrieben. Depot, Hauptsitz und Werkstatt der Bahn befanden sich in Rochester.
Die Bahngesellschaft betrieb folgende Linien:
- Beaver Falls–Patterson Heights–New Brighton–Rochester–Beaver–Vanport (8 km, alle 30 Minuten)
- Beaver–Rochester–Freedom–Ambridge–Leetsdale (22,5 km, alle 20 Minuten)
- Rochester–Monaca (2,5 km, alle 10 Minuten)
- Beaver Falls–New Brighton Downtown (3,5 km, alle 20 Minuten)
- Rochester–New Brighton–Patterson Heights–Beaver Falls–Morado (12 km, alle 20 Minuten)

In Vanport schloss die Straßenbahn Steubenville–Beaver an, die anders als die Beaver Valley in Normalspur gebaut war. Die Pittsburgh, Harmony, Butler and New Castle Railway besaß eine Zweigstrecke nach Morado, die die nördliche Fortsetzung der Strecke der Beaver Valley bildete. Ein durchlaufender Verkehr kam hier trotz der gleichen Spurweite nicht zustande. In Freedom bestand Übergang auf die Straßenbahnstrecke Freedom–Leetsdale, die 1908 durch die Pittsburgh and Beaver Street Railway Company gebaut worden war. Die Straßenbahnen der Linie nach Freedom fuhren mit Eröffnung dieser Strecke bis Leetsdale durch. Für den Bau gründete die Gesellschaft zwei Tochtergesellschaften. Im Beaver County war dies die Ambridge and Baden Street Railway Company und im Allegheny County, in dem das letzte Streckenstück bis Leetsdale lag, war dies die Ambridge, Leetsdale and Edgewood Street Railway. Das Depot dieser Bahn befand sich in Ambridge. 1921 fusionierten diese beiden Gesellschaften mit der Pittsburgh&Beaver, die sich in Besitz der Philadelphia Company befand. Die Philadelphia Company kaufte 1922 auch die Beaver Valley Traction Company auf. 
Die Zweigstrecke in die Innenstadt von New Brighton wurde am 1. September 1924 stillgelegt, gefolgt von der Linie von Ambridge nach Leetsdale im April 1925. 1933 endete der Straßenbahnverkehr zwischen Rochester und Ambridge und 1935 zwischen Junction Park und Rochester. Am 10. August 1937 wurde der Betrieb auf der letzten Strecke, nämlich der Linie Morado–Beaver Falls–Junction Park, eingestellt.